# Bürgermeisterei Benrath
Die Bürgermeisterei Benrath, zuletzt als Amt Benrath bezeichnet, war eine Bürgermeisterei im Landkreis Düsseldorf der preußischen Rheinprovinz.

## Geschichte

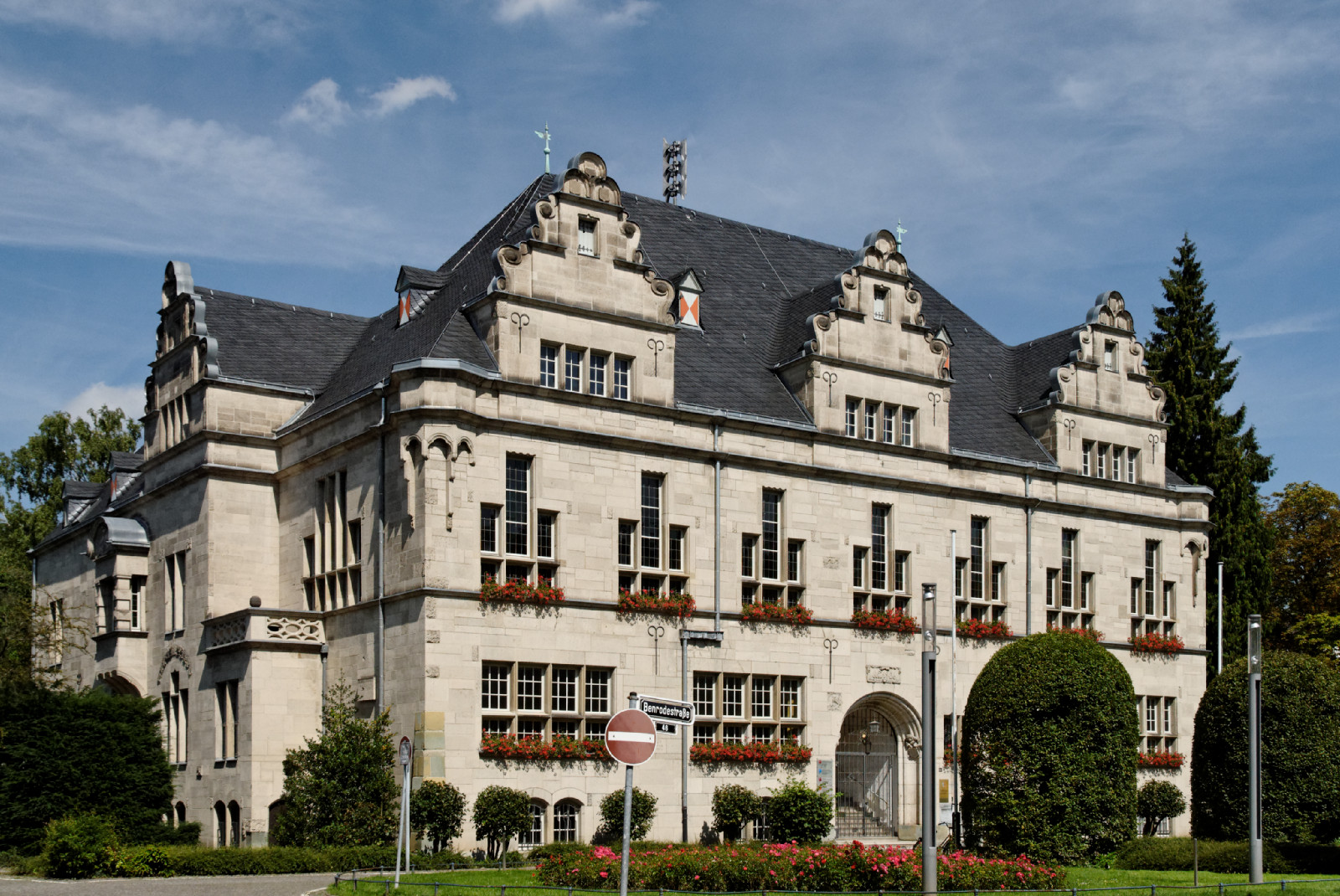
Rathaus Benrath

Bei der im Jahr 1808 begonnenen Einführung von Verwaltungsstrukturen nach französischem Vorbild im Großherzogtum Berg wurde im Kanton Richrath des Arrondissements Düsseldorf im Département Rhein auch die Mairie (Bürgermeisterei) Benrath eingerichtet. Nachdem das Rheinland 1815 an Preußen gefallen war, wurde aus der Mairie Benrath die preußische Bürgermeisterei Benrath, die 1816 zum neuen Landkreis Düsseldorf kam.
Seit der Einführung der Gemeindeordnung für die Rheinprovinz von 1845 bestand die Bürgermeisterei aus den fünf Landgemeinden Benrath, Garath, Himmelgeist-Wersten, Itter-Holthausen und Urdenbach.
An der Benrodestraße in Benrath wurde 1906 ein repräsentatives Rathaus gebaut. Die beiden Gemeinden Itter-Holthausen und Urdenbach wurden am 1. April 1908 nach Benrath eingemeindet. Gleichzeitig wurde Wersten aus der Gemeinde Himmelgeist-Wersten herausgelöst und in die Stadt Düsseldorf eingemeindet. Am 1. April 1909 wurde auch die verbliebene Gemeinde Himmelgeist in die Stadt Düsseldorf eingemeindet.
Die Bürgermeisterei Benrath umfasste seitdem noch die beiden Gemeinden Benrath und Garath.
Am Ende des Jahres 1927 wurde die Bezeichnung aller rheinischen Landbürgermeistereien in Amt geändert. Die Bürgermeisterei Benrath hieß nun Amt Benrath.
Durch das preußische Gesetz über die kommunale Neugliederung des rheinisch-westfälischen Industriegebiets wurden am 1. August 1929 auch Benrath und Garath in die Stadt Düsseldorf eingemeindet. Das Amt Benrath erlosch damit.

## Einwohnerentwicklung
| Jahr | Einwohner | Quelle |
| ---- | --------- | ------ |
| 1816 | 3.225     | [ 7 ]  |
| 1828 | 3.690     | [ 8 ]  |
| 1871 | 5.397     | [ 9 ]  |
| 1885 | 7.194     | [ 10 ] |
| 1895 | 9.595     | [ 11 ] |
|      |           |        |
| 1910 | 20.429    | [ 12 ] |

Das Amt wurde 1909 verkleinert.

## Bürgermeister
- 1808–181400Peter Urkhaus
- 1814–181900Nicolas von Pigage
- 1819–182200Hermann Leven
- 1822–184200Franz Albert Schieß
- 1843–186400Peter Urban Leven
- 1865–189300Hermann Josten
- 1894–190600Michael Steinhauer
- 1906–192600Julius Melies
- 1926–192900Erich Custodis